# Western Rocks (Scilly-Inseln)
Die Western Rocks sind eine unbewohnte Inselgruppe im Westen der Scilly-Inseln in Cornwall. Die mehr als 15 Felseninseln liegen südwestlich von St. Marys und nördlich von Bishop Rock. Die im Karbon entstandenen Inseln sind Teil des Isles of Scilly Wildlife Trust und seit 1971 durch den Site of Special Scientific Interest (SSSI) aufgrund der hier heimischen seltenen Seevögel-Kolonien geschützt. Aufgrund der vielen Untiefen im Bereich der Western Rocks kam es zu wiederholten Schiffsunglücken. Insbesondere der Untergang eines englischen Geschwaders unter dem Oberbefehl von Cloudesley Shovell 1707, bei dem 1.450 Seeleute starben, ist bemerkenswert.
Zu den Western Rocks gehören, neben der größten Insel Rosevear, Great Crebwethan Codnors Rocks, Crebwethan, Jolly Rock, Jacky's Rock, Silver Carn, Gorregan und Melledgan.